# SV Krefeld 72
Die Schwimm-Vereinigung Krefeld 1972 e. V. (SVK72) ist mit rund 5000 Mitgliedern einer der größten Sportvereine in Krefeld. Die SVK betreibt ein privates Freibad in Stadtwaldnähe, welches ausschließlich Mitgliedern und deren Gästen zur Verfügung steht.
Der Verein ging 1972 aus dem KSV 93 und dem KSK 09 hervor. Im Verein gibt es Abteilungen für Breitensport wie Wassergymnastik, Aqua-Jogging und Wandern. Die erfolgreichste Abteilung des Vereins ist die Abteilung Wasserball. Im Jahre 2005 stieg die erste Mannschaft in die zweite Bundesliga auf, ein Jahr später in die erste Bundesliga, der sie seitdem angehört. Ebenso erfolgreich ist die Abteilung Schwimmen. Die Mannschaften nehmen regelmäßig an Meisterschaften teil, und auch der Nachwuchs holt regelmäßig Medaillen in den jüngeren Altersklassen. Kinderschwimmen und Aquajoggingangebote runden das Angebot ab dazu kommen attraktive gesellschaftliche Veranstaltungen.